# Arthur Baker

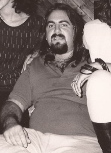
Arthur Baker, 1984

Arthur Henry Baker (* 22. April 1955 in Boston, Massachusetts) ist ein US-amerikanischer DJ, Produzent und Remixer.

## Biografie
Arthur Baker startete seine musikalische Laufbahn als Club-DJ. Bereits 1978 begann er mit eigenen Produktionen, zunächst beispielsweise Happy Days mit Northend. Es folgte der Umzug nach New York. Dort arbeitete er für das Salsa-Label Salsoul Records. Ein Projekt war Joe Bataans Rap-O-Clap-O. In der aufkeimenden HipHop-Szene steuerte Baker seine Remix-Technik und ein besonderes Groove-Gefühl bei. Auch mit Soundexperimenten, z. B. mit synthetischen Beats, machte er sich einen Namen.
Weil die Zeit in New York nicht sonderlich erfolgreich war, ging Baker zurück nach Boston und produzierte dort einige wenig erfolgreiche Singles, unter ihnen Glorys Can You Guess What Groove This Is? (1980). Der Wechsel zum Genrelabel Tommy Boy Records brachte Arthur Baker 1982 zurück nach New York. Dort wurde Shep Pettibone zu seinem Co-Produzenten. Die neuen Partner produzierten für Afrika Bambaataa die bahnbrechende Single Jazzy Sensation, ein Remake von Gwen McCraes Funky Sensation, und, inspiriert von Kraftwerks Trans-Europe Express, das legendäre Afrika-Bambaataa-Album Planet Rock.
Nach Gründung des eigenen Labels Streetwise Records betreute Baker u. a. die Band New Edition bei ihrem ersten Hit Candy Girl. Er gründete das Studioprojekt Rocker’s Revenge, das in den US-Dance-Charts Erfolge feiern konnte. Ab 1983 widmete sich Arthur Baker dem Mainstream-Pop und produzierte Künstler wie New Order, Naked Eyes, Diana Ross und Jeff Beck, blieb aber auch in der Dance-Szene einflussreich.
1986 startete Baker das Projekt Wally Jump Jr. & the Criminal Element, für die erste Single "Jummp Back" startete Baker das Label Criminal Records.
1989 kam es zur Zusammenarbeit mit ABC, Jimmy Somerville und Al Green. Daraus entstand das Album Merge unter dem Namen „Arthur Baker & the Backbeat Disciples“. Nach dem zweiten Longplayer konzentrierte sich Baker wieder auf seine Tätigkeit als Produzent, hatte aber nicht mehr so viel Einfluss wie in den Vorjahren.
Arthur Baker war mit Tina R. Baker, geb. Klein verheiratet. Sie war unter dem Namen Tina B auf dem Soundtrack zu Beat Street zu hören (Nothin’s’ Gonna Come Easy).

## Diskografie

### Alben
- 1989: Merge (and the Backbeat Disciples; A&M)
- 1991: Give in to the Rhythm (RCA)
- 2001: Perfecto Presents Breakin’ (Perfecto Records)
- 2015: The Streetwise Sessions: Essential Productions & Mixes (10 mp3-Files; Streetwise Records)

### Singles
| Jahr | Titel Album                                  | Höchstplatzierung, Gesamtwochen, AuszeichnungChartplatzierungen (Jahr, Titel, Album, Platzierungen, Wochen, Auszeichnungen, Anmerkungen) | Höchstplatzierung, Gesamtwochen, AuszeichnungChartplatzierungen (Jahr, Titel, Album, Platzierungen, Wochen, Auszeichnungen, Anmerkungen) | Höchstplatzierung, Gesamtwochen, AuszeichnungChartplatzierungen (Jahr, Titel, Album, Platzierungen, Wochen, Auszeichnungen, Anmerkungen) | Höchstplatzierung, Gesamtwochen, AuszeichnungChartplatzierungen (Jahr, Titel, Album, Platzierungen, Wochen, Auszeichnungen, Anmerkungen) | Höchstplatzierung, Gesamtwochen, AuszeichnungChartplatzierungen (Jahr, Titel, Album, Platzierungen, Wochen, Auszeichnungen, Anmerkungen) | Höchstplatzierung, Gesamtwochen, AuszeichnungChartplatzierungen (Jahr, Titel, Album, Platzierungen, Wochen, Auszeichnungen, Anmerkungen) | Anmerkungen |
| Jahr | Titel Album                                  | DE | AT | UK | US | R&B | Dance | Anmerkungen |
| ---- | -------------------------------------------- | --- | --- | --- | --- | --- | --- | --- |
| 1984 | Breaker’s Revenge Beat Street (Soundtrack)   | — | — | — | — | — | Dance19 (9 Wo.)Dance | Erstveröffentlichung: 1984 feat. Galvin Christopher (Vocals, Piano) vom Soundtrack des Films Beat Street Autor: Arthur Baker   |
| 1989 | It’s Your Time Merge                         | — | — | UK64 (3 Wo.)UK | — | — | — | Erstveröffentlichung: Mai 1989 feat. Shirley Lewis Autoren: Lotti Golden, Tommy Faragher, Arthur Baker                         |
| 1989 | The Message Is Love Merge                    | DE6 (26 Wo.)DE | AT4 (18 Wo.)AT | UK38 (5 Wo.)UK | — | R&B84 (5 Wo.)R&B | Dance39 (4 Wo.)Dance | Erstveröffentlichung: September 1989 feat. Al Green Autoren: Arthur Baker, Richard Scher                                       |
| 1991 | Let There Be Love Give in to the Rhythm      | — | — | — | — | — | Dance14 (11 Wo.)Dance | Erstveröffentlichung: August 1991 Vocals: Tata Vega, Toney Lee, Leee John Autoren: Arthur Baker, Eric Kupper                   |
| 1991 | Leave the Guns at Home Give in to the Rhythm | — | — | — | — | R&B69 (6 Wo.)R&B | — | Erstveröffentlichung: November 1991 feat. Al Green Autoren: Arthur Baker, Greg Phillinganes                                    |
| 1991 | Kiss the Ground (You Walk On) –              | — | — | — | — | — | Dance47 (3 Wo.)Dance | Erstveröffentlichung: Dezember 1991 feat. Adele Bertei Autoren: Eric Kupper, Lenny Dee, Adele Bertei                           |
| 1992 | IOU –                                        | — | — | — | US93 (4 Wo.)US | — | Dance19 (9 Wo.)Dance | Erstveröffentlichung: März 1992 feat. Nikeeta Rap: Wendell Williams, Backing Vocals: Tina B. Autoren: John Robie, Arthur Baker |
| 2002 | Confusion Remixes ’02 –                      | — | — | UK64 (2 Wo.)UK | — | — | — | Erstveröffentlichung: November 2002 vs. New Order Autoren: Arthur Baker, New Order                                             |
| 2003 | 1000 Years –                                 | — | — | — | — | — | Dance22 (13 Wo.)Dance | Erstveröffentlichung: Dezember 2003 feat. Astrid Williamson Autor: Arthur Baker                                                |
| 2006 | Glow –                                       | — | — | UK82 (1 Wo.)UK | — | — | — | Erstveröffentlichung: Februar 2006 feat. Tim Wheeler Autoren: Arthur Baker, Tim Wheeler                                        |

Weitere Singles
- 1990: Last Thing on My Mind (& the Backbeat Disciples)
- 1996: Turn Me Loose (Arthur Baker presents Wally Jump Jr.)
- 1996: You’re Mine (Arthur Baker Presents Blowout Express)
- 1996: Go Around
- 1997: Blowout Expressions (Arthur Baker Presents Blowout Express)
- 1998: The Break ’98
- 1999: Like No Other
- 1999: Hey Funky People
- 2002: Changing (Remixes Part 1)
- 2002: Jamaica (vs. DJ Face feat. Top Cat)
- 2002: Different Styles / Do It Like This!!! (vs. 20:20 Vision)
- 2003: Return to New York (feat. Princess Superstar)
- 2004: This Feelin’ (mit Dave Clarke)
- 2009: Don’t Burn (Rennie Pilgrem vs. Arthur Baker)
- 2009: Tear Down the Walls (feat. Nona Hendrix und Ladonna)